# Alpkarakush
Alpkarakush é um gênero extinto de dinossauros terópodes metriacanthossaurídeos que viveu no período Jurássico, estágio Calloviano. Seus restos fósseis foram encontrados na Formação Balabansai do Quirguistão. O gênero contém uma única espécie, A. kyrgyzicus, conhecida a partir de um esqueleto parcial.

## Descoberta
O material fóssil de Alpkarakush foi descoberto em sedimentos da Formação Balabansai (localidade 'FTU-1') no Vale Uurusai perto de Tashkumyr em Jalal-Abad Oblast do Quirguistão. O trabalho de campo inicial na localidade foi conduzido em 2005 e 2006, durante o qual dois esqueletos parciais de terópodes foram encontrados. Outras escavações em 2014 recuperaram material adicional, seguido por trabalho posterior em 2016 e 2017. Uma expedição de 2023 revisitou o local e encontrou ainda mais material, incluindo dentes e ossos isolados. Pelo menos dois animais individuais são representados pelos ossos recuperados, ambos atribuídos a Alpkarakush. O espécime do holótipo consiste em ossos do crânio (ambos pós-orbitais e um quadratojugal), várias vértebras dorsais parciais e cinco vértebras sacrais, algumas costelas, uma falange manual e ungueal (osso do dígito e garra), grande parte da cintura pélvica e a maioria dos membros posteriores (fêmures, tíbias, fíbula esquerda, astragalocalcâneo, um tarso esquerdo, metatarsos, uma falange pedal e dois ungueais pedais). O espécime do parátipo pertence a um indivíduo menor e consiste em uma cintura pélvica parcial e a tíbia direita. Pelo menos sete dentes isolados e uma fúrcula foram encontrados nas proximidades e atribuídos a Alpkarakush, embora a associação de alguns dos dentes com este táxon seja apenas provisória. Todo o material fóssil está abrigado na Coleção Paleontológica do Instituto de Geologia, associada à Academia Nacional de Ciências da República Quirguis.
Em 2024, Rauhut et al. descreveu Alpkarakush kyrgyzicus como um novo gênero e espécie de terópode metriacanthossaurídeo com base nesses restos fósseis. O nome genérico, Alpkarakush, é o nome de um pássaro poderoso mítico do Épico de Manas. O nome específico, kyrgyzicus, faz referência à descoberta do táxon na República Quirguiz.

## Descrição

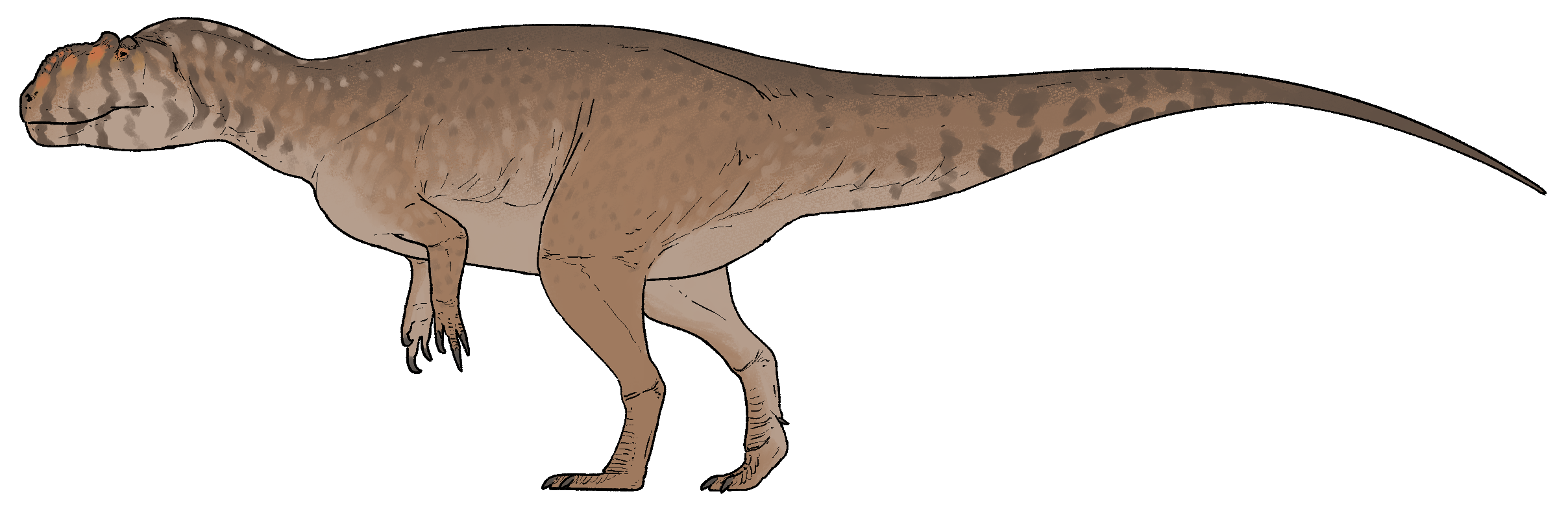
Restauração do animal em vida

Como um terópode metriacanthossaurídeo, Alpkarakush é um predador relativamente grande caracterizado por um crânio alto e arqueado e membros posteriores geralmente delgados. Esses táxons têm uma sobrancelha orbital pronunciada — uma estrutura decorativa sobre o olho — que é especialmente aparente e rugosa em Alpkarakush.
Alpkarakush tem um comprimento corporal estimado de 7–8 m. Com base nas marcas de crescimento observadas no fêmur por meio da histologia, Rauhut et al. determinaram que o holótipo (o maior dos dois espécimes conhecidos) tinha pelo menos 17 anos quando morreu e provavelmente ainda estava crescendo lentamente. O parátipo menor era muito mais jovem quando morreu, um grande juvenil ou possivelmente um pequeno subadulto.

## Classificação
Apesar de diversas fontes indicarem parentesco com dinossauros famosos como Allosaurus e Tyrannosaurus as relações de Alpkarakush são um pouco diferentes. Em suas análises filogenéticas, Rauhut et al. (2024) recuperaram como um membro basal do clado metriacanthossaurídeo Metriacanthosaurinae, um grupo mais derivado de Allosauroidea, fora da árvore evolutiva de Coelurosauria e por consequência de Tyrannosauroidea. Seus resultados são exibidos no cladograma abaixo:
|  | Piatnitzkysauridae                                               |
|  |                                                                  |
|  | \| \| Megalosauridae \| \| \| \| \| \| Spinosauridae \| \| \| \| |
|  |                                                                  |
|  | Megalosauridae                                                   |
|  |                                                                  |
|  | Spinosauridae                                                    |
|  |                                                                  |

|  | Megalosauridae |
|  |                |
|  | Spinosauridae  |
|  |                |

|  | Allosauridae        |
|  |                     |
|  | Carcharodontosauria |
|  |                     |

|  | Alpkarakush                                                                                      |
|  |                                                                                                  |
|  | \| \| Metriacanthosaurus \| \| \| \| \| \| Siamotyrannus \| \| \| \| \| \| Sinraptor \| \| \| \| |
|  |                                                                                                  |
|  | Metriacanthosaurus                                                                               |
|  |                                                                                                  |
|  | Siamotyrannus                                                                                    |
|  |                                                                                                  |
|  | Sinraptor                                                                                        |
|  |                                                                                                  |

|  | Metriacanthosaurus |
|  |                    |
|  | Siamotyrannus      |
|  |                    |
|  | Sinraptor          |
|  |                    |

|  | Alpkarakush                                                                                      |
|  |                                                                                                  |
|  | \| \| Metriacanthosaurus \| \| \| \| \| \| Siamotyrannus \| \| \| \| \| \| Sinraptor \| \| \| \| |
|  |                                                                                                  |
|  | Metriacanthosaurus                                                                               |
|  |                                                                                                  |
|  | Siamotyrannus                                                                                    |
|  |                                                                                                  |
|  | Sinraptor                                                                                        |
|  |                                                                                                  |

|  | Metriacanthosaurus |
|  |                    |
|  | Siamotyrannus      |
|  |                    |
|  | Sinraptor          |
|  |                    |

|  | Alpkarakush                                                                                      |
|  |                                                                                                  |
|  | \| \| Metriacanthosaurus \| \| \| \| \| \| Siamotyrannus \| \| \| \| \| \| Sinraptor \| \| \| \| |
|  |                                                                                                  |
|  | Metriacanthosaurus                                                                               |
|  |                                                                                                  |
|  | Siamotyrannus                                                                                    |
|  |                                                                                                  |
|  | Sinraptor                                                                                        |
|  |                                                                                                  |

|  | Metriacanthosaurus |
|  |                    |
|  | Siamotyrannus      |
|  |                    |
|  | Sinraptor          |
|  |                    |

|  | Alpkarakush                                                                                      |
|  |                                                                                                  |
|  | \| \| Metriacanthosaurus \| \| \| \| \| \| Siamotyrannus \| \| \| \| \| \| Sinraptor \| \| \| \| |
|  |                                                                                                  |
|  | Metriacanthosaurus                                                                               |
|  |                                                                                                  |
|  | Siamotyrannus                                                                                    |
|  |                                                                                                  |
|  | Sinraptor                                                                                        |
|  |                                                                                                  |

|  | Metriacanthosaurus |
|  |                    |
|  | Siamotyrannus      |
|  |                    |
|  | Sinraptor          |
|  |                    |

|  | Allosauridae        |
|  |                     |
|  | Carcharodontosauria |
|  |                     |

|  | Alpkarakush                                                                                      |
|  |                                                                                                  |
|  | \| \| Metriacanthosaurus \| \| \| \| \| \| Siamotyrannus \| \| \| \| \| \| Sinraptor \| \| \| \| |
|  |                                                                                                  |
|  | Metriacanthosaurus                                                                               |
|  |                                                                                                  |
|  | Siamotyrannus                                                                                    |
|  |                                                                                                  |
|  | Sinraptor                                                                                        |
|  |                                                                                                  |

|  | Metriacanthosaurus |
|  |                    |
|  | Siamotyrannus      |
|  |                    |
|  | Sinraptor          |
|  |                    |

|  | Alpkarakush                                                                                      |
|  |                                                                                                  |
|  | \| \| Metriacanthosaurus \| \| \| \| \| \| Siamotyrannus \| \| \| \| \| \| Sinraptor \| \| \| \| |
|  |                                                                                                  |
|  | Metriacanthosaurus                                                                               |
|  |                                                                                                  |
|  | Siamotyrannus                                                                                    |
|  |                                                                                                  |
|  | Sinraptor                                                                                        |
|  |                                                                                                  |

|  | Metriacanthosaurus |
|  |                    |
|  | Siamotyrannus      |
|  |                    |
|  | Sinraptor          |
|  |                    |

|  | Alpkarakush                                                                                      |
|  |                                                                                                  |
|  | \| \| Metriacanthosaurus \| \| \| \| \| \| Siamotyrannus \| \| \| \| \| \| Sinraptor \| \| \| \| |
|  |                                                                                                  |
|  | Metriacanthosaurus                                                                               |
|  |                                                                                                  |
|  | Siamotyrannus                                                                                    |
|  |                                                                                                  |
|  | Sinraptor                                                                                        |
|  |                                                                                                  |

|  | Metriacanthosaurus |
|  |                    |
|  | Siamotyrannus      |
|  |                    |
|  | Sinraptor          |
|  |                    |

|  | Alpkarakush                                                                                      |
|  |                                                                                                  |
|  | \| \| Metriacanthosaurus \| \| \| \| \| \| Siamotyrannus \| \| \| \| \| \| Sinraptor \| \| \| \| |
|  |                                                                                                  |
|  | Metriacanthosaurus                                                                               |
|  |                                                                                                  |
|  | Siamotyrannus                                                                                    |
|  |                                                                                                  |
|  | Sinraptor                                                                                        |
|  |                                                                                                  |

|  | Metriacanthosaurus |
|  |                    |
|  | Siamotyrannus      |
|  |                    |
|  | Sinraptor          |
|  |                    |

|  | Piatnitzkysauridae                                               |
|  |                                                                  |
|  | \| \| Megalosauridae \| \| \| \| \| \| Spinosauridae \| \| \| \| |
|  |                                                                  |
|  | Megalosauridae                                                   |
|  |                                                                  |
|  | Spinosauridae                                                    |
|  |                                                                  |

|  | Megalosauridae |
|  |                |
|  | Spinosauridae  |
|  |                |

|  | Allosauridae        |
|  |                     |
|  | Carcharodontosauria |
|  |                     |

|  | Alpkarakush                                                                                      |
|  |                                                                                                  |
|  | \| \| Metriacanthosaurus \| \| \| \| \| \| Siamotyrannus \| \| \| \| \| \| Sinraptor \| \| \| \| |
|  |                                                                                                  |
|  | Metriacanthosaurus                                                                               |
|  |                                                                                                  |
|  | Siamotyrannus                                                                                    |
|  |                                                                                                  |
|  | Sinraptor                                                                                        |
|  |                                                                                                  |

|  | Metriacanthosaurus |
|  |                    |
|  | Siamotyrannus      |
|  |                    |
|  | Sinraptor          |
|  |                    |

|  | Alpkarakush                                                                                      |
|  |                                                                                                  |
|  | \| \| Metriacanthosaurus \| \| \| \| \| \| Siamotyrannus \| \| \| \| \| \| Sinraptor \| \| \| \| |
|  |                                                                                                  |
|  | Metriacanthosaurus                                                                               |
|  |                                                                                                  |
|  | Siamotyrannus                                                                                    |
|  |                                                                                                  |
|  | Sinraptor                                                                                        |
|  |                                                                                                  |

|  | Metriacanthosaurus |
|  |                    |
|  | Siamotyrannus      |
|  |                    |
|  | Sinraptor          |
|  |                    |

|  | Alpkarakush                                                                                      |
|  |                                                                                                  |
|  | \| \| Metriacanthosaurus \| \| \| \| \| \| Siamotyrannus \| \| \| \| \| \| Sinraptor \| \| \| \| |
|  |                                                                                                  |
|  | Metriacanthosaurus                                                                               |
|  |                                                                                                  |
|  | Siamotyrannus                                                                                    |
|  |                                                                                                  |
|  | Sinraptor                                                                                        |
|  |                                                                                                  |

|  | Metriacanthosaurus |
|  |                    |
|  | Siamotyrannus      |
|  |                    |
|  | Sinraptor          |
|  |                    |

|  | Alpkarakush                                                                                      |
|  |                                                                                                  |
|  | \| \| Metriacanthosaurus \| \| \| \| \| \| Siamotyrannus \| \| \| \| \| \| Sinraptor \| \| \| \| |
|  |                                                                                                  |
|  | Metriacanthosaurus                                                                               |
|  |                                                                                                  |
|  | Siamotyrannus                                                                                    |
|  |                                                                                                  |
|  | Sinraptor                                                                                        |
|  |                                                                                                  |

|  | Metriacanthosaurus |
|  |                    |
|  | Siamotyrannus      |
|  |                    |
|  | Sinraptor          |
|  |                    |

|  | Allosauridae        |
|  |                     |
|  | Carcharodontosauria |
|  |                     |

|  | Alpkarakush                                                                                      |
|  |                                                                                                  |
|  | \| \| Metriacanthosaurus \| \| \| \| \| \| Siamotyrannus \| \| \| \| \| \| Sinraptor \| \| \| \| |
|  |                                                                                                  |
|  | Metriacanthosaurus                                                                               |
|  |                                                                                                  |
|  | Siamotyrannus                                                                                    |
|  |                                                                                                  |
|  | Sinraptor                                                                                        |
|  |                                                                                                  |

|  | Metriacanthosaurus |
|  |                    |
|  | Siamotyrannus      |
|  |                    |
|  | Sinraptor          |
|  |                    |

|  | Alpkarakush                                                                                      |
|  |                                                                                                  |
|  | \| \| Metriacanthosaurus \| \| \| \| \| \| Siamotyrannus \| \| \| \| \| \| Sinraptor \| \| \| \| |
|  |                                                                                                  |
|  | Metriacanthosaurus                                                                               |
|  |                                                                                                  |
|  | Siamotyrannus                                                                                    |
|  |                                                                                                  |
|  | Sinraptor                                                                                        |
|  |                                                                                                  |

|  | Metriacanthosaurus |
|  |                    |
|  | Siamotyrannus      |
|  |                    |
|  | Sinraptor          |
|  |                    |

|  | Alpkarakush                                                                                      |
|  |                                                                                                  |
|  | \| \| Metriacanthosaurus \| \| \| \| \| \| Siamotyrannus \| \| \| \| \| \| Sinraptor \| \| \| \| |
|  |                                                                                                  |
|  | Metriacanthosaurus                                                                               |
|  |                                                                                                  |
|  | Siamotyrannus                                                                                    |
|  |                                                                                                  |
|  | Sinraptor                                                                                        |
|  |                                                                                                  |

|  | Metriacanthosaurus |
|  |                    |
|  | Siamotyrannus      |
|  |                    |
|  | Sinraptor          |
|  |                    |

|  | Alpkarakush                                                                                      |
|  |                                                                                                  |
|  | \| \| Metriacanthosaurus \| \| \| \| \| \| Siamotyrannus \| \| \| \| \| \| Sinraptor \| \| \| \| |
|  |                                                                                                  |
|  | Metriacanthosaurus                                                                               |
|  |                                                                                                  |
|  | Siamotyrannus                                                                                    |
|  |                                                                                                  |
|  | Sinraptor                                                                                        |
|  |                                                                                                  |

|  | Metriacanthosaurus |
|  |                    |
|  | Siamotyrannus      |
|  |                    |
|  | Sinraptor          |
|  |                    |